# Saint-Genest-Malifaux
Saint-Genest-Malifaux – miejscowość i gmina we Francji, w regionie Owernia-Rodan-Alpy, w departamencie Loara. Nazwa miejscowości pochodzi od imienia św. Genezjusza.
Według danych na rok 1990 gminę zamieszkiwały 2384 osoby, a gęstość zaludnienia wynosiła 51 osób/km² (wśród 2880 gmin regionu Rodan-Alpy Saint-Genest-Malifaux plasuje się na 369. miejscu pod względem liczby ludności, natomiast pod względem powierzchni na miejscu 74.).